# قهرمان من (مجموعه تلویزیونی بریتانیایی)
قهرمان من (انگلیسی: My Hero) یک مجموعهٔ تلویزیونی بریتانیایی در سبک کمدی است.